# Liste der russischen Botschafter in Mexiko
Der Botschafter in Mexiko-Stadt ist regelmäßig auch in Belmopan akkreditiert.

## Geschichte
1902, zur Zeit des Gesandten Gregoire de Wollant, war die Botschaft in der 4a Calle de Milan No. 40, Cuauhtémoc. Betreut wurden von 1930 bis 1932 Sergei Michailowitsch Eisenstein, der 1931 Terremoto de Oaxaca en 1931 und 1931/32 ¡Que viva México! drehte, sowie von Januar 1937 bis 21. August 1940 Leo Trotzki.
1942 erwarb die Sowjetunion die Villa los Goméz de Parada in der Colonia Condesa.  Mit dem Ende des Porfiriates waren los Goméz de Parada nach Europa migriert und hatten das Anwesen von 1931 bis 1942 an den brasilianischen Staat als Gesandtschaft vermietet. Mit der Operation Envoy wird die Gesandtschaft seit die Central Intelligence Agency die Aufgaben des Federal Bureau of Investigation in Lateinamerika übernommen hat, umfassend begleitet.
Im Juli 1955 trug der Gesandtschaftssekretär Nikolai Leninow dazu bei, dass Che Guevara eine Passage auf der Granma erhielt. Im September 1963 führte Oleg Maksimowitsch Nechyporenko ein Visainterview mit Lee Harvey Oswald.
| Ernannt       | Akkreditiert  | Name in lateinischen Buchstaben     | russisch                             | Bemerkungen | Ernannt während der Regierung von Regierung von | Akkreditiert während der Regierung von | Posten verlassen |
| ------------- | ------------- | ----------------------------------- | ------------------------------------ | --- | ----------------------------------------------- | -------------------------------------- | ---------------- |
| 1890          |               | Roman Romanowitsch Rosen            | Розен, Роман Романович               | Gesandter | Alexander III.                                  | Porfirio Díaz                          | 1895             |
| 1895          |               | Carl von Waeber                     | Вебер, Карл Иванович                 | | Nikolaus II.                                    | Porfirio Díaz                          | 1900             |
| 1900          |               | Fedor Karlowitsch Hansen            | Фёдор Карлович Ганзен                | Geschäftsträger | Nikolaus II.                                    | Porfirio Díaz                          | 1902             |
| 1902          |               | Gregoire de Wollant                 | Григорий Александрович Де Воллан     | Grigorij Aleksejewitsch De Wollant auch Devolant außerordentlicher Gesandter und Ministre plénipotentiaire, 1905 The Land of the Rising Sun a Japanese book by Gregoire de Wollant, for many years Russian consul to Japan | Nikolaus II.                                    | Porfirio Díaz                          | 1910             |
| 1910          |               | Aleksandr Stanislaw Stalewski       | Александр Станиславович Сталевский   | Aleksandr S. Stalewski persönlicher Gesandter, 1900 Geschäftsträger in Bern. | Nikolaus II.                                    | Porfirio Díaz                          | 1917             |
| 29. Aug. 1924 | 7. Nov. 1924  | Stanisław Pestkowski                | Пестковский, Станислав Станиславович | | Alexei Iwanowitsch Rykow                        | Plutarco Elías Calles                  | 17. Sep. 1926    |
| 17. Sep. 1926 | 24. Dez. 1926 | Alexandra Michailowna Kollontai     | Коллонтай, Александра Михайловна     | | Alexei Iwanowitsch Rykow                        | Plutarco Elías Calles                  | 25. Okt. 1927    |
| 25. Okt. 1927 | 6. Apr. 1928  | Alexander Michailowitsch Makar      | Александр Михайлович Макар           | (* 1877; † 1961) 1924 bis 1926 Gesandtschaftsrat in Rom, März 1926 - September 1927 Botschafter in Oslo. | Alexei Iwanowitsch Rykow                        | Plutarco Elías Calles                  | 26. Jan. 1930    |
| 12. Nov. 1942 |               | Wiktor Alekseewitsch Fedjuschin     | Виктор Алексеевич Федюшин            | Außerordentlicher und bevollmächtigter Minister, Anfang der 1940er Jahre Generalkonsul in New York City | Josef Stalin                                    | Manuel Ávila Camacho                   | 2. Juni 1943     |
| 2. Juni 1943  |               | Konstantin Aleksandrowitsch Umanski | Уманский, Константин Александрович   | | Josef Stalin                                    | Manuel Ávila Camacho                   | 17. Juni 1943    |
| 17. Juni 1943 | 22. Juni 1943 | Konstantin Aleksandrowitsch Umanski | Уманский, Константин Александрович   | Botschafter | Josef Stalin                                    | Manuel Ávila Camacho                   | 25. Jan. 1945    |
| 10. Okt. 1945 | 16. Nov. 1945 | Alexander Kapustin                  | Александр Николаевич Капустин        | (* 1896; † 1963) 1940: Der Botschaft der Union der Sozialistischen Sowjet-Republiken in Berlin ist Alexander Kapustin als Attaché zugeteilt worden.                                                                        | Josef Stalin                                    | Manuel Ávila Camacho                   | 19. Juli 1953    |
| 19. Juli 1953 | 5. Nov. 1953  | Anatoli Georgiewitsch Kulaschenkow  | Кулаженков, Анатолий Георгиевич      | | Georgi Maximilianowitsch Malenkow               | Adolfo Ruiz Cortines                   | 28. Feb. 1957    |
| 28. Feb. 1957 | 16. Mai 1957  | Wladimir Iwanowitsch Basykin        | Владимир Иванович Базыкин            | (1908; † 11. August 1965) Abteilungsleiter im Außenministerium | Nikolai Alexandrowitsch Bulganin                | Adolfo Ruiz Cortines                   | 4. Juni 1962     |
| 4. Juni 1962  | 20. Juni 1962 | Simon Tarassowitsch Basarow         | Базаров, Семён Тарасович             | (* 1914; † 1985) | Nikita Sergejewitsch Chruschtschow              | Adolfo López Mateos                    | 21. Feb. 1968    |
| 21. Feb. 1968 | 29. März 1968 | Gennadi Iwanowitsch Fomin           | Фомин, Геннадий Иванович             | (* 1914; † 1980) | Leonid Iljitsch Breschnew                       | Gustavo Díaz Ordaz                     | 27. Jan. 1970    |
| 27. Jan. 1970 | 13. März 1970 | Igor Konstantinowitsch Kolossowski  | Игорь Константинович Колосовский     | (* 1920) Igor Konstantinowitsch Kolossowski vorher Botschafter in Montevideo | Leonid Iljitsch Breschnew                       | Luis Echeverría Álvarez                | 11. Aug. 1972    |
| 11. Aug. 1972 | 10. Okt. 1972 | Nikolai Konstantinowitsch Tarassow  | Тарасов, Николай Константинович      | (* 1923; † 1994) | Leonid Iljitsch Breschnew                       | Luis Echeverría Álvarez                | 24. März 1976    |
| 24. März 1976 | 28. Juni 1976 | Juri Iwanowitsch Wolski             | Вольский, Юрий Иванович              | (* 1922) | Leonid Iljitsch Breschnew                       | José López Portillo                    | 21. Mai 1980     |
| 21. Mai 1980  | 26. Juni 1980 | Rostislaw Aleksandrowitsch Sergeew  | Сергеев, Ростислав Александрович     | (* 1926) | Leonid Iljitsch Breschnew                       | José López Portillo                    | 7. März 1990     |
| 7. März 1990  |               | Oleg Tichonowitsch Darussenkow      | Олег Тихонович Дарусенков            | | Michail Sergejewitsch Gorbatschow               | Carlos Salinas de Gortari              | 25. Dez. 1991    |
| 25. Dez. 1991 |               | Oleg Tichonowitsch Darussenkow      | Олег Тихонович Дарусенков            | | Boris Nikolajewitsch Jelzin                     | Carlos Salinas de Gortari              | 24. Mai 1994     |
| 24. Mai 1994  |               | Ewgeni Arschakowitsch Ambarzumow    | Амбарцумов, Евгений Аршакович        | (* 1929; † 2010) | Boris Nikolajewitsch Jelzin                     | Ernesto Zedillo Ponce de León          | 27. Aug. 1999    |
| 27. Aug. 1999 |               | Konstantin Nikolaewitsch Mosel      | Мозель, Константин Николаевич        | (* 1937) | Boris Nikolajewitsch Jelzin                     | Ernesto Zedillo Ponce de León          | 31. März 2005    |
| 31. März 2005 |               | Waleri Iwanowitsch Morosow          | Морозов, Валерий Иванович            | (* 19. September 1945) 25. August 1997 – 12. August 2000: Botschafter in Caracas | Wladimir Wladimirowitsch Putin                  | Vicente Fox Quesada                    | 29. Okt. 2012    |
| 29. Okt. 2012 |               | Eduard Rubenowitsch Malajan         | Малаян, Эдуард Рубенович             | (* 1947) | Wladimir Wladimirowitsch Putin                  | Felipe Calderon                        |                  |